# Mentque-Nortbécourt

Mentque-Nortbécourt este o comună în departamentul Pas-de-Calais, Franța. În 1 ianuarie 2022 avea o populație de 653 de locuitori.